# Vesteraalens Dampskibsselskab
De Vesteraalens Dampskibsselskap (VDS), later ook wel bekend als Ofotens og Vesteraalens Dampskibsselskab (OVDS), was een Noord-Noorse rederij die in 1893 de Hurtigruten oprichtte. Er werd een regelmatige post- en veerdienstregeling onderhouden tussen Trondheim en Hammerfest. Later werden ook autoveren ingezet en werd het netwerk sterk uitgebreid. Het bedrijf fuseerde in 2006 met Troms Fylkes Dampskibsselskap om de Hurtigruten Group te vormen.
Het hoofdkantoor van VDS was gelegen in Narvik terwijl de afdeling veerdiensten gevestigd was in Stokmarknes. Het bedrijf had ongeveer 1500 medewerkers ten tijde van de fusie. OVDS was het resultaat van een eerdere fusie tussen Vesteraalens Dampskibsselskab uit 1881 en Ofoten Dampskipsselskap (ODS, 1912).